# The Goonies II
The Goonies II (グーニーズ2 フラッテリー最後の挑戦 Gūnīzu Tsū: Furatterī Saigo no Chōsen?, The Goonies II: The Fratellis' Last Stand) är ett äventyrsspel utvecklat och utgivet av Konami till NES. Det släpptes den 18 mars 1987 i Japan, i november 1987 i Nordamerika, och den 19 december 1988 i Europa. Spelet är uppföljare till The Goonies.

## Handling
Mickey skall rädda sina vänner samt sjöjungfrun Annie, som blivit kidnappade av familjen Fratelli.

### Fotnoter
1. 1 2 3 4  ”The Goonies II Info”. GameFAQs. Arkiverad från originalet den 16 augusti 2007. https://web.archive.org/web/20070816035025/http://www.gamefaqs.com/console/nes/data/563420.html. Läst 25 april 2014.
2. ↑  ”The Goonies II”. NES DB. 27 februari 1987. Arkiverad från originalet den 26 april 2014. https://web.archive.org/web/20140426234048/http://www.nesdb.se/game_more.php?id=609&rid=1. Läst 25 april 2014.
3. ↑  ”The Goonies II Images”. GameFAQs. Arkiverad från originalet den 9 september 2012. https://archive.is/20120909012327/http://www.gamefaqs.com/console/nes/image/563420.html?box=2358. Läst 25 april 2014.